# سنگ‌بن
سنگ‌بن، روستایی است از توابع بخش کلیجان‌رستاق شهرستان ساری در استان مازندران ایران.

## جمعیت
این روستا در دهستان کلیجان‌رستاق علیا قرار داشته و بر اساس آخرین سرشماری مرکز آمار ایران که در سال ۱۳۸۵ صورت گرفته، جمعیت آن ۲۴۳نفر (۵۷خانوار) بوده‌است.